# Oxyagrion sulinum
Oxyagrion sulinum är en trollsländeart som beskrevs av Costa 1978. Oxyagrion sulinum ingår i släktet Oxyagrion och familjen dammflicksländor. IUCN kategoriserar arten globalt som livskraftig. Inga underarter finns listade i Catalogue of Life.